# Símbolos de León
La efigie del león como símbolo del reino de León apareció por primera vez en tiempos de Alfonso VII, el Emperador (1126-1157). Desde entonces, y a lo largo de la historia, dicho símbolo ha sido utilizado para representar no solo al antiguo reino sino también a la ciudad de León y a la provincia de León.

## Escudo
La figura del león apareció por primera vez en las monedas acuñadas en tiempos de Alfonso VII (1126-1157); hasta ese momento, el signo utilizado por los monarcas era la cruz. Al final de su reinado también aparecerá en documentos regios, y su uso se generalizará bajo Fernando II (1157-1188) y Alfonso IX (1188-1230). La primera referencia escrita del león como símbolo del rey se encuentra en la Chronica Adefonsi imperatoris, en la que, al describir los ejércitos que participan en la toma de Almería, se dice:

(...) la florida caballería de la ciudad de León, portando los estandartes, irrumpe como un león (...). Como el león supera a los demás animales en reputación, así ésta supera ampliamente a todas las ciudades en honor. Sus distintivos, que protegen contra todos los males, están en los estandartes y en las armas del emperador; se cubren de oro cuantas veces se llevan al combate.

Este león sería el símbolo más antiguo de Europa Occidental, siendo anterior, por ejemplo, a los tres leones ingleses (1189-1199, con Ricardo Corazón de León, aunque su hermano ya utilizó dos leones en un sello en 1177) y a las flores de lis francesas (1180-1223, durante el reinado de Felipe Augusto).
La figura de ese primer león no se ajustaba a las posteriores normas heráldicas y varió en cuanto a su forma y postura; casi todos los leones que aparecen en monedas, signos rodados y sellos de los reyes son pasantes, unas veces orientados hacia la derecha y otras hacia la izquierda, y a veces con cabeza humana coronada, acompañada de la leyenda con el nombre de la ciudad, y en otras ocasiones solo una cabeza de león mirando al frente. Frente a esto hay dos excepciones, las figuras de los escudos de Fernando II y Alfonso IX en el Tumbo A de la catedral de Santiago de Compostela, que se representan como leones rampantes, en vertical, a lo largo del soporte. Con Alfonso IX aparecen fijadas las armas leonesas, con el león rampante que mira a su derecha y muestra dos ojos y una oreja, y a finales del siglo XIII los leones rampantes ya se representan completamente de perfil.

Sello de Fernando II
Sello de Alfonso IX

Por su parte, la corona que lleva el león comenzó a verse en monedas y signos de Sancho IV, posiblemente a partir de 1284, y el motivo de su añadido sería el de reforzar el carácter regio de la insignia. Se trata de una corona abierta, salvo en algunos ejemplos tardíos. Como parte del escudo nacional, durante la II República el león perdió la corona en muchas representaciones, aunque se mantuvo en otras, como las emisiones monetarias del Consejo Soberano de Asturias y León.
La cola del león adoptó, desde sus inicios, la forma de una «S», que se acentuó a medida que avanzaba la Edad Media. Esta disposición la hizo un rasgo característico de la heráldica hispana, frente al resto de Europa, donde predominaron las colas con el extremo vuelto hacia el dorso del animal.
En cuanto al lampasado y el armado de gules, la lengua y uñas de distinto color se registran tempranamente; así, en las primeras versiones, el león presenta las mandíbulas apretadas y enseñando los dientes, entre los que, a veces, asoma una lengua de color rojo (signum de 1229), o presenta la lengua y las uñas de color rojo (Biblia Románica de San Isidoro, 1162). A finales del siglo XIV, armado y lampasado son ya usuales, aunque en algunas obras de los siglos XV-XVII describen un lampasado y armado de azur.
En época Contemporánea, la representación del felino en las armas de la ciudad y del reino ha sido objeto de controversia. Tal cuestión no se planteó hasta el siglo XIX, cuando la Diputación Provincial quiso diferenciar sus emblemas; esta distinción consistió en que el león del emblema provincial fuese coronado, por suceder al antiguo reino, y el que usase el Ayuntamiento no, ya que, por lo demás, las representaciones de ambos escudos no muestran diferencias sustanciales.

Escudo de la Diputación provincial de León
Escudo de la ciudad de León

Uno de los aspectos más característicos de este león es su color, el púrpura, que debido a su rareza en heráldica ha sido discutido a lo largo de los siglos, llegándose a decir que no se usó antes del siglo XVI o que debía ser interpretado como gules. A lo largo de la historia, el uso del dorado es frecuente en las representaciones del león por ser el oro metal simbólico de la realeza, y así es posible que ya en el Poema de Almería se aluda a un primitivo color dorado de este león. Aparece dorado en el escudo de Fernando II en el Tumbo A, en el signum de un privilegio de 1229 de Alfonso IX, en los sellos de Pedro I y en tallas y bordados como el pendón municipal de León. Tampoco son infrecuentes los leones de color pardo o marrón, citados en obras del siglo XVI.

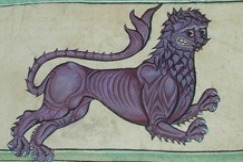
El león pasante púrpura, insignia de Alfonso IX (Tumbo A)

Como testimonio excepcional, gracias al Tumbo A se puede seguir la evolución del símbolo leonés. Así, aunque no son representaciones heráldicas, la efigie de Bermudo III va acompañada de un león pasante rojizo y la de Alfonso V por dos leones morados. Por su parte, la figura de Fernando II lleva un escudo de oro, con el león del mismo metal, y al pie se pintó por primera vez un león morado oscuro. Por último, el escudo de Alfonso IX es ya de plata con el león de púrpura, tonalidad que ya aparece así denominada en armoriales y otras fuentes del siglo XIII, y al pie presenta un león púrpura, sobre fondo blanco y enmarcado por una orla también de color púrpura.
Además de por su rareza —apenas existe en la heráldica de otros países y su origen como esmalte heráldico estaría en el propio escudo leonés—, la elección de este color hay que buscarla en la representación de la condición imperial, siendo, quizás, el propio Alfonso VII quien lo eligió. A pesar de que en la heráldica europea, desde el siglo XV, aparecieron ejemplares de leones pintados de gules y a las opiniones de diversos tratadistas extranjeros, está probada la permanencia del color púrpura primitivo, y la eliminación del morado de la heráldica hispana solo se debió a la influencia francesa de los Borbones, hasta que no se recuperó de forma oficial en 1981. Sin embargo, a pesar de las especificaciones oficiales sobre el color del león en el Real Decreto 2267/1982, de 3 de septiembre, las representaciones de esta figura adoptaron un tono rosado o fucsia; el motivo, parece ser, fue evitar el tono morado original, quizás por asociarse a la República. En cuanto al esmalte del campo del escudo, inicialmente no estaría definido, variando en función del soporte. El color plata apareció por primera vez en el retrato de Alfonso IX del Tumbo A, y su elección se debería a que ofrecía contraste y armonía con el púrpura del león.

Escudo de León entre 1833-1923 y 1938-1977
Escudo de León entre 1923 y 1930
Escudo de León entre 1930 y 1938

## Bandera

Bandera del Reino de León, versión empleada hasta el

Bandera de la provincia de León según acuerdo de la Diputación de León, celebrada el 25 de junio de 1960 (todos los partidos judiciales eran los existentes en 1960 hasta que se produjo la reforma judicial en 1965)

En época medieval, en textos como la Chronica Adefonsi imperatoris, se citan los estandartes reales, cuyo formato podría ser igual que el de las pendonetas retratadas en el arte, o bien cuadrado —tal y como se cita en las Siete Partidas—, con un león rampante. En cuanto a los estandartes de los ejércitos, tendrían la forma de pendoneta, con león pasante. Este sería de color púrpura sobre un fondo de color blanco o plata.
Posteriormente, el reino de León es representado en los siglos XVI y XVII por medio de una bandera blanca con león púrpura; un ejemplo es la Procesión fúnebre del Emperador Carlos V, dibujada por Jean y Lucas Doetecum en 1559. Aparte de tales representaciones, la única enseña usada en la Edad Moderna fue el pendón regio y concejil de la capital leonesa, que era carmesí y llevaba las armas de la ciudad. Se confeccionaba uno nuevo por cada proclamación de un nuevo rey y, por ejemplo, en 1724, para la proclamación de Luis I, la ciudad adquirió un pendón «de damasco carmesí con flecos de hilo de plata y en el medio y a las puntas de uno y otro lado unos leones bordados de plata y oro sobre campo blanco, borlas de lo mismo y la hasta plateada, todo él muy lucido». Otros pendones se confeccionaron para las proclamaciones de Fernando VI, Carlos III y Carlos IV, este último «de rico damasco carmesí, con borlas y fleco de oro y plata adornado de seis tarjetas que en campo de raso liso se hallan bordadas de realce con oro, plata y seda seis leones, armas de esta muy noble ciudad». Un acta de 18 de febrero de 1789 del Libro de Acuerdos Municipales, señala que el pendón de la ciudad era carmesí, con seis pequeños escudos con leones de oro, plata y seda.

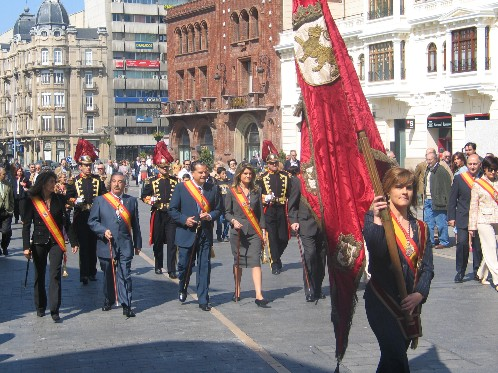
El pendón real de la ciudad de León camino de la Colegiata de San Isidoro para la asistencia al Foro u Oferta, popularmente conocido como las Cabezadas

Bandera utilizada por la Diputación Provincial

Bandera utilizada por la ciudad de León

Dado que capital y reino compartían nombre y símbolos, es comprensible que se viera en ese estandarte el emblema de la región leonesa. A finales del siglo XIX, la Diputación Provincial usó, de forma oficiosa, una bandera con el escudo sobre fondo rojo, color habitual de la mayor parte de provincias y municipios españoles. El pendón municipal del siglo XVIII, con el escudo de la ciudad en el centro, fue utilizado por el incipiente regionalismo de preguerra para alguno de sus actos. En 1960, la Diputación Provincial adoptó una bandera que usaría de forma habitual durante la década siguiente; inspirada en el pendón carmesí, llevaba el escudo de León en el centro y alrededor los de sus partidos judiciales. En esos mismos años, también utilizó una bandera blanca con el león rojo en el centro. En lo que respecta a la ciudad de León, usaba habitualmente una bandera roja con el escudo en el centro.
En julio de 1977 se inició una polémica en torno a la bandera. El senador Cordero del Campillo reclamó que se colocase la enseña regional en los balcones de la Diputación y el presidente de esta hizo colgar una similar a la usada por el Ayuntamiento. Sin embargo, Cordero del Campillo rechazó ese modelo e indicó que el color de la bandera debía ser el púrpura, color del reino de León, en un alegato que buscaba la reinterpretación del paño carmesí como púrpura y de este esmalte como el antiguo color imperial. Aunque nada apoyaba la veracidad de tales afirmaciones, y pese a la confusión entre lo que sería una recuperación de los símbolos patrios y lo que en realidad era —una invención de los mismos—, la propuesta fue bien acogida entre medios oficiales y leonesistas. Así, tanto Ayuntamiento como Diputación adoptaron la bandera púrpura como propia, y la enseña se generalizó y popularizó de forma exitosa. Como excepción, en 1979 la Organización de Jóvenes Leoneses usó un modelo diferente a las banderas provincial y local; se trataba de una enseña con dos franjas horizontales, una blanca y la otra púrpura, tomadas de los esmaltes del escudo.